# قشلاق غورتشينلوحاج نجف (مقاطعة بيله سوار)
قشلاق غورتشينلوحاج نجف (بالفارسية: قشلاق گورچینلو حاج نجف) هي منطقة سكنية تقع في إيران في أردبيل. يقدر عدد سكانها بـ 153 نسمة .